# Captain Sensible

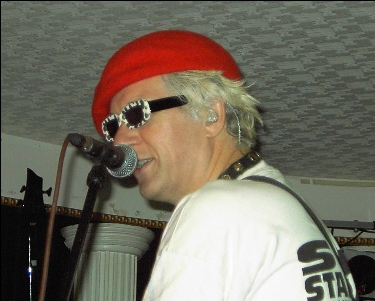
Captain Sensible (2006)

Captain Sensible (* 24. April 1954 in London; eigentlich Raymond Ian Burns) ist ein britischer Sänger, Gitarrist, Bassist, Texter und Komponist.

## Leben
Burns spielte zunächst in diversen Bands, z. B. bei Johnny Moped. 1976 stieß er als Bassist zu der Punk-Rock-Band The Damned, die von Brian James gegründet wurde. Auf der Busfahrt zum Mont-de-Marsan-Punkfestival in Südfrankreich erhielt er von Sean Tyla (Ducks Deluxe) den Spitznamen Captain Sensible, den er fortan als Künstlernamen verwendete.
Nach einer kurzzeitigen Auflösung der Band und eigenen Projekten kamen The Damned wieder zusammen. Sensible schrieb das Gros der Lieder für das Album Machine Gun Etiquette, das als Klassiker des melodiösen Punkrocks gelten muss, und brillierte als Gitarrist, wobei seine Vorliebe für die Psychedelia der frühen Pink Floyd um Syd Barrett und Jimi Hendrix offensichtlich wurde.

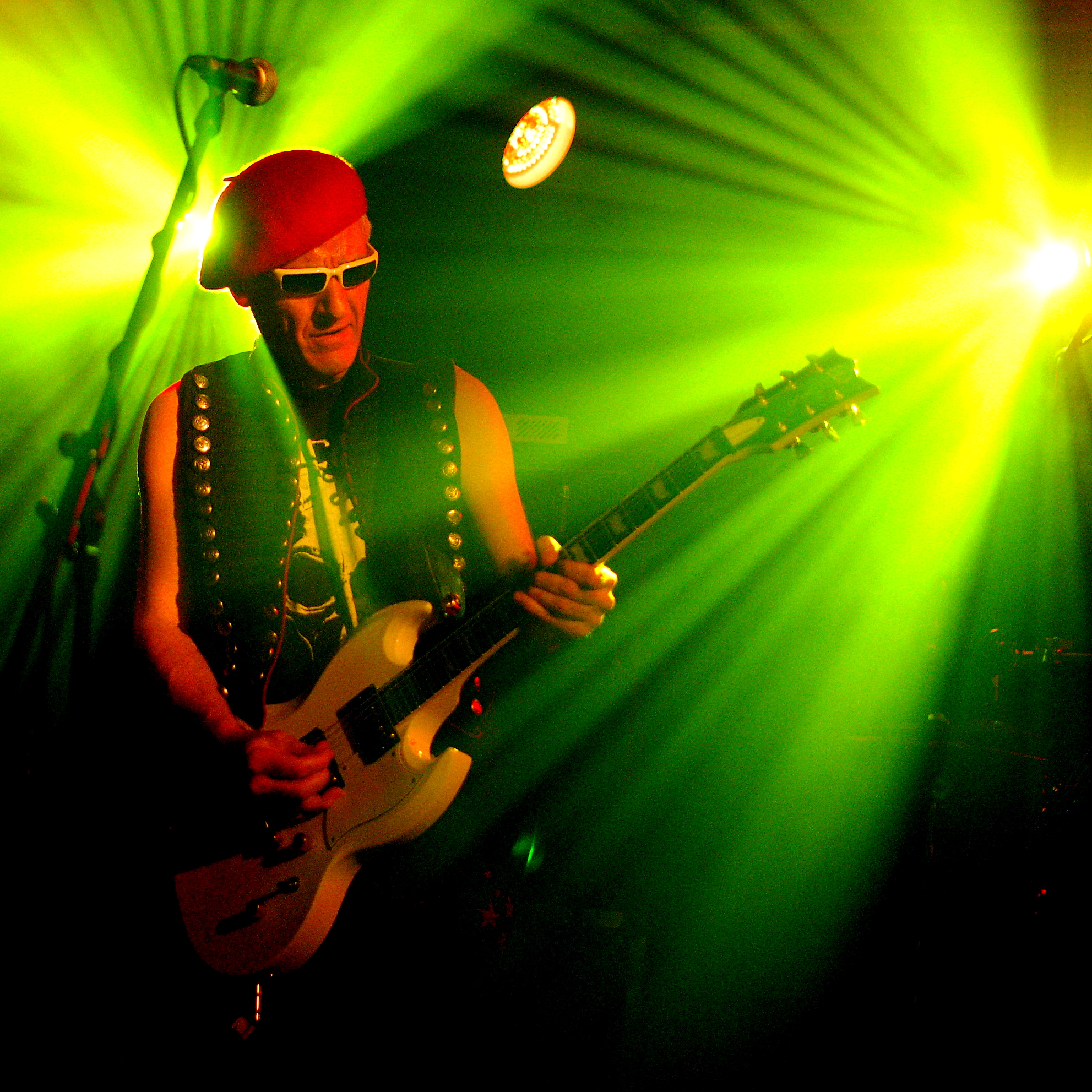
Captain Sensible (2008)

Parallel zu The Damned startete Sensible seine Solokarriere, da er Lieder geschrieben hatte, die die Gruppe als zu poplastig ansah. Diese nahm er selbst für A&M Records auf und war auf Anhieb erfolgreich. Mit klassischer Popmusik, einem rebellischen und selbstbewussten Image sowie einer roten Baskenmütze/Barett als Markenzeichen landete er 1982 bis 1984 mehrere Hits, die er alleine bzw. mit Robyn Hitchcock (Soft Boys) schrieb. Seine Debütsingle Happy Talk belegte im Juli 1982 in den britischen Charts für zwei Wochen Platz eins. Sein größter Hit in Deutschland war die Rapsingle Wot, die Anfang 1983 bis auf Platz vier der Charts kletterte. Ein weiterer Hit in seinem Heimatland war das Antikriegslied Glad It’s All Over, welches das Ende des Falklandkriegs zelebriert.
Nachdem sein Vertrag mit A&M Records ausgelaufen war, veröffentlichte er Platten auf seinem eigenen Independent-Label Deltic Records und auf dem Label von Henry Rollins, Humbug Records, in den USA. Ferner arbeitete er u. a. mit Martin Newell (Cleaners from Venus) an neuen Liedern. Im April und Mai 1996 ging Sensible mit The Punk Floyd erstmals auf große Deutschlandtournee. Seit 1997 ist er wieder Mitglied von The Damned.
Captain Sensible wohnt in Brighton.

## Coverversionen
Willem (ehemals Rentnerband) nahm eine deutsche Coverversion des Hits Wot mit dem Titel Wat auf und war damit ebenfalls in den Hitparaden erfolgreich. 2005 veröffentlichten die Komiker Erkan und Stefan mit Captain Sensible eine Coverversion von Wot für den Film Erkan & Stefan in Der Tod kommt krass. 2010 sang der Komiker Otto Waalkes Watt, eine Coverversion von Wot für den Film Otto’s Eleven. Mit Watt ist das Wattenmeer gemeint. Für den Film Morgen, ihr Luschen! Der Ausbilder-Schmidt-Film coverte Ausbilder Schmidt das Lied 2009 unter dem Titel Drecksack (Wot). Im Mai 2014 nahm die bayerische Blasmusik-Gruppe LaBrassBanda gemeinsam mit Captain Sensible Say Captain, Say Wot!, ein Remake von Wot, auf.

## Diskografie

### Alben
| Jahr | Titel Musiklabel Katalog-Nr.       | Höchstplatzierung, Gesamtwochen, AuszeichnungChartplatzierungen (Jahr, Titel, Musiklabel Katalog-Nr., Platzierungen, Wochen, Auszeichnungen, Anmerkungen) | Höchstplatzierung, Gesamtwochen, AuszeichnungChartplatzierungen (Jahr, Titel, Musiklabel Katalog-Nr., Platzierungen, Wochen, Auszeichnungen, Anmerkungen) | Höchstplatzierung, Gesamtwochen, AuszeichnungChartplatzierungen (Jahr, Titel, Musiklabel Katalog-Nr., Platzierungen, Wochen, Auszeichnungen, Anmerkungen) | Höchstplatzierung, Gesamtwochen, AuszeichnungChartplatzierungen (Jahr, Titel, Musiklabel Katalog-Nr., Platzierungen, Wochen, Auszeichnungen, Anmerkungen) | Anmerkungen |
| Jahr | Titel Musiklabel Katalog-Nr.       | DE | AT | CH | UK | Anmerkungen |
| ---- | ---------------------------------- | --- | --- | --- | --- | ----------- |
| 1982 | Women and Captains First A&M 68548 | DE24 (8 Wo.)DE | — | — | UK64 (3 Wo.)UK |             |

grau schraffiert: keine Chartdaten aus diesem Jahr verfügbar
Weitere Alben
- 1983: The Power of Love (A&M 68561)
- 1989: Revolution Now (Deltic 4)
- 1993: The Universe of Geoffrey Brown (Humbug 4)
- 1994: Live at the Milky Way (Humbug 12)
- 1995: Meathead (2 CDs; Humbug 14)
- 1996: Mad Cows and Englishmen (Scratch 017)

### Kompilationen
- 1984: A Day in the Life of … Captain Sensible
- 1984: Sensible Singles
- 1996: A Slice of … Captain Sensible
- 1997: Sensible Lifestyles: The Best of Captain Sensible
- 1998: The Masters
- 2003: The Collection
- 2008: The Definitive Collection of Captain Sensible

### Singles
| Jahr | Titel Album                                          | Höchstplatzierung, Gesamtwochen, AuszeichnungChartplatzierungen (Jahr, Titel, Album, Platzierungen, Wochen, Auszeichnungen, Anmerkungen) | Höchstplatzierung, Gesamtwochen, AuszeichnungChartplatzierungen (Jahr, Titel, Album, Platzierungen, Wochen, Auszeichnungen, Anmerkungen) | Höchstplatzierung, Gesamtwochen, AuszeichnungChartplatzierungen (Jahr, Titel, Album, Platzierungen, Wochen, Auszeichnungen, Anmerkungen) | Höchstplatzierung, Gesamtwochen, AuszeichnungChartplatzierungen (Jahr, Titel, Album, Platzierungen, Wochen, Auszeichnungen, Anmerkungen) | Anmerkungen                                                |
| Jahr | Titel Album                                          | DE | AT | CH | UK | Anmerkungen                                                |
| ---- | ---------------------------------------------------- | --- | --- | --- | --- | ---------------------------------------------------------- |
| 1982 | Happy Talk Women and Captains First                  | — | — | — | UK1 Silber · (8 Wo.)UK | Erstveröffentlichung: 25. Juni 1982                        |
| 1982 | Wot! Women and Captains First                        | DE4 (25 Wo.)DE | AT4 (14 Wo.)AT | CH3 (9 Wo.)CH | UK26 (7 Wo.)UK | Erstveröffentlichung: 6. August 1982                       |
| 1983 | Stop the World The Power of Love                     | DE72 (2 Wo.)DE | — | — | UK82 (2 Wo.)UK | Erstveröffentlichung: 4. Juli 1983                         |
| 1984 | Glad It’s All Over / Damned on 45 The Power of Love  | — | — | — | UK6 (10 Wo.)UK | Erstveröffentlichung: 24. März 1984                        |
| 1984 | There Are More Snakes Than Ladders The Power of Love | — | — | — | UK57 (5 Wo.)UK | Erstveröffentlichung: 4. Juli 1984                         |
| 1984 | One Christmas Catalogue / Relax Sensible Singles     | — | — | — | UK79 (4 Wo.)UK | Erstveröffentlichung: 29. November 1984                    |
| 1994 | The Hokey Cokey –                                    | — | — | — | UK71 (2 Wo.)UK | Erstveröffentlichung: 23. November 1994                    |
| 2005 | Wot (I Say Captain) –                                | DE80 (4 Wo.)DE | — | — | — | Erkan und Stefan feat. Captain Sensible und Trooper Da Don |

Weitere Singles
- 1981: This Is Your Captain Speaking
- 1982: Jet Boy, Jet Girl (mit The Softies)
- 1982: Croydon
- 1983: I’m a Spider
- 1985: Wot! No Meat? (mit The Missus)
- 1985: Come On Down
- 1986: The Snooker Song
- 1987: Revolution Now
- 1988: I Get so Excited
- 1988: The Toys Take Over
- 1990: Smash It Up (Pt. 4)
- 2013: Too Much Reality EP (mit Charlie Harper)

## Auszeichnungen für Musikverkäufe
| Goldene Schallplatte - Frankreich - 1982: für die Single Wot |

Anmerkung: Auszeichnungen in Ländern aus den Charttabellen bzw. Chartboxen sind in ebendiesen zu finden.
| Land/RegionAuszeichnungen für Musikverkäufe (Land/Region, Auszeichnungen, Verkäufe, Quellen) | Silber  | Gold  | Platin | Verkäufe | Quellen     |
| -------------------------------------------------------------------------------------------- | ------- | ----- | ------ | -------- | ----------- |
| Frankreich (SNEP)                                                                            | —       | Gold1 | —      | 500.000  | infodisc.fr |
| Vereinigtes Königreich (BPI)                                                                 | Silber1 | —     | —      | 250.000  | bpi.co.uk   |
| Insgesamt                                                                                    | Silber1 | Gold1 | —      |          |             |